# Coniocompsa postmaculata
Coniocompsa postmaculata is een insect uit de familie van de dwerggaasvliegen (Coniopterygidae), die tot de orde netvleugeligen (Neuroptera) behoort. 
De wetenschappelijke naam Coniocompsa postmaculata is voor het eerst geldig gepubliceerd door C.-k. Yang in 1964.